# Pfinztalbrücke
Die Pfinztalbrücke ist eine 470  Meter lange Spannbeton‑Balkenbrücke der Bundesautobahn 8 bei Remchingen‑Nöttingen im Enzkreis. Sie überquert das Pfinztal auf einer Höhe von rund 25 Metern und ist Teil des sechsstreifigen Ausbaus der A8 zwischen Karlsbad und Pforzheim-West.

## Geschichte

### Problemlage
Seit dem Bau der Bundesautobahn 8 in den 1930er Jahren führte die Trasse zwischen den Anschlussstellen Karlsbad und Pforzheim‑West durch das tief eingeschnittene Tal der Pfinz bei Nöttingen, auch bekannt als „Nöttinger Senke“. Dieses Teilstück war besonders steil und kurvenreich. Für den Verkehr, besonders für LKWs, stellte es jahrzehntelang eine große Herausforderung dar. Immer wieder kam es zu schweren und tödlichen Unfällen, insbesondere in der Bergabfahrt in Fahrtrichtung Karlsruhe, wo sich Fahrzeuge häufig gegenseitig auffuhren oder die Kontrolle verloren. Gisela von Collande starb 1960 bei einem schweren Verkehrsunfall in der Nöttinger Senke.
Trotz der bekannten Gefahren wurde die Trasse über Jahrzehnte nicht grundlegend verändert. Erst mit dem geplanten sechsstreifigen Ausbau der A 8 zwischen Karlsruhe und Pforzheim wurde eine Neutrassierung unumgänglich.
Bereits in den frühen 2000er Jahren wurden erste Varianten diskutiert, um den gefährlichen Abschnitt zu entschärfen. Die endgültige Planung sah vor, die Autobahntrasse über das Tal der Pfinz hinweg auf einer neuen, rund 25 m hohen Brücke zu führen. Diese Lösung war nicht nur verkehrssicherer, sondern auch aus technischer Sicht langlebiger und wirtschaftlicher im Betrieb.
Der Bau der Brücke war Teil eines Großprojekts zum sechsstreifigen Ausbau der A8. Besonders wichtig war dabei, dass der Verkehr während der gesamten Bauzeit möglichst ungestört weiterfließen konnte. Deshalb wurde zunächst die südliche Richtungsfahrbahn als erste Hälfte der Brücke errichtet.

### Bau
Der Bau begann im Mai 2010. Die Brücke wurde im sogenannten Taktschiebeverfahren gebaut, bei dem die einzelnen Brückenteile am östlichen Widerlager gefertigt und abschnittsweise auf die Pfeiler geschoben wurden. Alle 10–14 Tage wurde ein rund 30 m langes Segment vorgeschoben.
Im Juli 2011 wurde bekannt, dass ein Pfeiler auf der Nordseite aufgrund fehlerhafter Betonmischung (zu hoher Wasseranteil) nicht die nötige Tragfähigkeit aufwies und daher teilweise abgerissen und neu gebaut werden musste. Trotz dieser unerwarteten Verzögerung blieb der Bau im Zeitplan.
Im September 2014 wurde die neue Trasse über die Brücke offiziell für den Verkehr freigegeben. Die alte Nöttinger Senke wurde anschließend gesperrt und zurückgebaut.

### Rückbau der alten Trasse und Folgen
Die nun überflüssige alte Trasse der Autobahn durch das Pfinztal wurde vollständig zurückgebaut. Die Flächen wurden renaturiert und begrünt und zum Teil asphaltiert. Ein Teil der alten Strecke wurde in einen kombinierten Fuß- und Radweg umgewandelt, der heute von Spaziergängern und Radfahrern genutzt wird.
Mit dem Bau der Brücke ging auch eine deutliche Verbesserung der Verkehrs- und Lärmsituation in Nöttingen einher. Der Verkehr rollt heute mit deutlich weniger Stau und Unfallrisiko über die neue Brücke.